# England Monarchs
Gli England Monarchs sono stati una squadra di football americano, di Londra, in Inghilterra.

## Storia
La squadra è stata fondata nel 1991 col nome di London Monarchs; ha cambiato nome in England Monarchs nel 1998, ma ha chiuso al termine della stessa stagione. Ha vinto un World Bowl.

## Palmarès
- 1 World Bowl (1991)